# ボッレンゴ
ボッレンゴ（伊: Bollengo）は、イタリア共和国ピエモンテ州トリノ県にある、人口約2,100人の基礎自治体（コムーネ）。

## 地理

### 位置・広がり

#### 隣接コムーネ
隣接するコムーネは以下の通り。括弧内のBIはビエッラ県所属を示す。
- アルビアーノ・ディヴレーア
- ブローロ
- イヴレーア
- マニャーノ (BI)
- パラッツォ・カナヴェーゼ
- トッラッツォ (BI)